# Пальмовая оранжерея (Вена)
Пальмовая оранжерея (Пальменхаус, нем. Palmenhaus — букв. «Пальмовый дом») — историческое здание во Внутреннем Городе в Вене. Расположено у Бурггартена в непосредственной близости от Альбертины и Венской оперы. Длина здания составляет 128 м, площадь — 2050 м².
Первое здание оранжереи для тропических растений было построено в 1823—1826 годах по проекту Людвига фон Реми в стиле классицизма по образцу оранжереи в Шёнбрунне и примыкало тыльной стороной к городской стене. После сноса этой оранжереи в 1902—1906 годах было построено новое здание по проекту придворного архитектора Фридриха Омана. Декоративные элементы центральной части оранжереи (вазы, женские и детские скульптуры) были выполнены Йозефом Вацлавом Мисльбеком.
В 1988 году Пальмовая оранжерея закрылась из-за нарушений техники безопасности, в 1996—1998 годах в здании был проведён генеральный ремонт, затраты на который составили почти 13 млн евро. После открытия Пальмовой оранжереи в 1998 году в ней в центральной части разместилось предприятие общественного питания, в левом крыле — Дом бабочек, а в правом — оранжерея в ведении Австрийских федеральных садов.